# Kōta Ogino
Kōta Ogino (japanisch 荻野 広大 Ogino Kōta; * 2. Mai 1997 in der Präfektur Kyōto) ist ein japanischer Fußballspieler.

## Karriere
Kōta Ogino erlernte das Fußballspielen in der Jugendmannschaft von Kyoto Sanga FC. Seinen ersten Vertrag unterschrieb er 2016 bei seinem Jugendverein Kyoto Sanga FC. Der Verein spielte in der zweithöchsten Liga des Landes, der J2 League. Im Juli 2016 wurde er an den Ligakonkurrenten Kamatamare Sanuki ausgeliehen. Für den Verein absolvierte er 13 Ligaspiele. 2018 kehrte er zu Kyoto Sanga FC zurück. Im August 2018 wurde er an den Tegevajaro Miyazaki ausgeliehen. 2019 wurde er an den Brasilianischen Verein Londrina EC aus Londrina ausgeliehen. 2020 kehrte er zu Kyoto Sanga FC zurück. Im März 2020 wurde er an den Viertligisten Veertien Mie ausgeliehen. Nach Vertragsende bei Kyoto Sanga unterschrieb er am 13. Februar 2021 einen Vertrag beim Regionallisten J-Lease FC. Mit dem Verein tritt er in der Kyushu Soccer League an.